# 刘京海
刘京海（1950年5月—），山西靈石人，上海特级教师。曾任上海市闸北八中校长、田家炳中学校长、董事、上海市成功教育研究所所长、中共十五大代表。他還是上海市劳动模范、上海市優秀校長、全国优秀教师、全国五一劳动奖章獲得者、国务院政府特殊津贴获得者。

## 生平
劉京海父亲是中國工農红军一員。劉京海童年在江苏盐城大丰农场生活。1964年，刘京海考入江苏省大丰中学读初中。刘京海初中毕业后到知青农场插队劳动。
1972年，刘京海进入上海师范大学中文系培训班接受一年半的短期培训。1974年，劉京海來到上海市粹文中学任教。1980年出任閘北八中副校長。1985年毕业于上海师范大学教育管理系本科班。1987年出任闸北区教育局教科研室主任。1991年教育心理学硕士研究生结业。1997年當選中共十五大代表。同年在閘北彭浦創辦田家炳中學，他出任該校的校長兼董事長。